# Receptor de dopamina D5
El receptor de dopamina D5 (abreviado D1BR) es una proteína de membrana que se expresa en varias células del cerebro, incluyendo interneuronas colinérgicas. Pertenece a la familia de receptores tipo D1 (o análogos de D1) junto con el subtipo también llamado receptor D1, ambos excitatorios y acoplados a proteínas G por lo que estimulan la formación de AMPc como principal mecanismo de transducción de señales intracelulares. En humanos el receptor es codificado por el gen DRD5.

## Función
El receptor D5 es un subtipo del receptor de dopamina que tiene una afinidad por la dopamina 10 veces mayor que el subtipo D1. El subtipo D5 es un receptor acoplado a proteína G, que promueve la síntesis de cAMP por la adenilil ciclasa a través de la activación de la familia de proteínas G Gα <sub id="mwMQ">s/olf</sub>. Ambos subtipos D5 y D1 activan la denilil ciclasa. Se demostró que los receptores D1 estimulan la acumulación monofásica de AMPc dependiente de la dosis en respuesta a la dopamina, y los receptores D5 pudieron estimular la acumulación bifásica de AMPc en las mismas condiciones, lo que sugiere que los receptores D5 pueden usar un sistema diferente de mensajeros secundarios que los receptores D1.
Se muestra que la activación de los receptores D5 promueve la expresión del factor neurotrófico derivado del cerebro y aumenta la fosforilación de la proteína quinasa B en las neuronas de la corteza prefrontal de ratas y ratones.
In vitro, los receptores D5 muestran una alta actividad constitutiva que es independiente de la unión de cualquier otro agonista.

## Estructura primaria
El receptor D5 es altamente homólogo al receptor D1 con tamaño variable que puede llegar hasta 477 aminoácidos. Sus secuencias de aminoácidos son 49% a 80% idénticas uno del otro. El receptor D5 tiene un extremo C largo de 93 aminoácidos, lo que representa el 26% de la proteína total. A pesar del alto grado de homología entre los receptores D5 y D1, sus colas c-terminales se diferencian por tener poca similitud mutua.

## Ubicación cromosómica
En humanos, el receptor D5 es codificado por un gen ubicado en el cromosoma 4p15.1–p15.3. El gen carece de intrones y codifica un producto de 477 aminoácidos. Existen dos pseudogenes para el receptor D5 que comparten el 98% de la secuencia entre sí y el 95% de la secuencia con el gen DRD5 funcional. Estos genes contienen varios codones de terminación en marco que evitan que estos genes transcriban una proteína funcional.

## Expresión

### Sistema nervioso central
El receptor D5 se expresa más ampliamente en el SNC que su homólogo estructural cercano, el receptor de dopamina D1. Se encuentra en las neuronas de la amígdala, la corteza frontal, el hipocampo, el estriado, el tálamo, el hipotálamo, el prosencéfalo basal, el cerebelo, y el mesencéfalo. El receptor de dopamina D5 se expresa exclusivamente en las neuronas espinosas grandes del neoestriado de los primates, que suelen ser interneuronas colinérgicas. Dentro de una célula, los receptores D5 se encuentran en la membrana del soma y las dendritas proximales. A veces también se localizan en el neuropilo en la región olfatoria, el colículo superior y el cerebelo. El receptor D5 también se encuentra en los astrocitos estriados de los ganglios basales de rata. Los receptores de este subtipo también se expresan en células dendríticas y células T colaboradoras.

### Riñón
Los receptores D5 se expresan en los riñones y participan en la regulación de la excreción de sodio. Se localizan en los túbulos contorneados proximales y su activación suprime la actividad del antiportador sodio-hidrógeno y Na+/K+-ATPasa, impidiendo la reabsorción de sodio. Se cree que los receptores D5 regulan positivamente la expresión de renalasa. Su funcionamiento defectuoso en las nefronas puede contribuir a la hipertensión.

## Significación clínica

### Aprendizaje y Memoria
El receptor D5 participa en los procesos sinápticos que subyacen al aprendizaje y la memoria. Estos receptores participan en la formación de LTD en el cuerpo estriado de roedores, opuesto a la participación del receptor D1 en la formación de LTP en la misma región del cerebro. Los receptores D5 también están asociados con la consolidación de recuerdos de miedo en la amígdala. Se ha demostrado que los receptores muscarínicos M 1 cooperan con los receptores D5 y los receptores adrenérgicos beta-2 para consolidar la memoria del miedo con claves. Se sugiere que estos receptores acoplados a proteína G activan redundantemente la fosfolipasa C en la amígdala basolateral. Un efecto de la activación de la fosfolipasa C es la desactivación de los canales KCNQ. Dado que los canales KCNQ conducen la corriente M que eleva el umbral para el potencial de acción, la desactivación de estos canales conduce a una mayor excitabilidad neuronal y una mayor consolidación de la memoria.
Los receptores D5 pueden ser necesarios para la potenciación a largo plazo en la sinapsis entre la vía perforante medial y la circunvolución dentada en la formación o desarrollo del hipocampo murino.

### Adicción

#### Nicotina
Se ha sugerido que los polimorfismos en el gen DRD5, que codificado por el receptor de dopamina D5, desempeñan un papel en el inicio del tabaquismo. En un estudio sobre la asociación de cuatro polimorfismos de este gen con el tabaquismo, un análisis estadístico sugirió que puede existir un haplotipo de DRD5 que protege contra el inicio del hábito del tabaco.

### TDAH
Las repeticiones en tándem de dinucleótidos del gen DRD5 se han evidenciado asociadas con el TDAH en humanos. Se demostró que el alelo de 136 pb del gen es un factor protector contra el desarrollo de este trastorno, y se demostró que el alelo de 148 pb de DRD5 es un factor de riesgo para el TDAH. Existen dos tipos del alelo de 148 pb de DRD5, uno largo y uno corto. El alelo de repetición de dinucleótido corto está asociado con el TDAH, pero no el largo. Otro alelo de DRD5 que está moderadamente asociado con la susceptibilidad al TDAH es de 150 pb. En un modelo de rata de TDAH, se encontró una baja densidad de D5 en los somas de células piramidales del hipocampo. La deficiencia en los receptores D5 puede contribuir a problemas de aprendizaje que pueden estar asociados con el TDAH.

### Enfermedad de Parkinson
Los receptores D5 pueden estar involucrados en el disparo en ráfaga de las neuronas del núcleo subtalámico en el modelo de rata 6-OHDA con enfermedad de Parkinson (EP). En este modelo animal, el bloqueo de los receptores D5 con flupentixol reduce los disparos en ráfaga y mejora los déficits motores. Los estudios en este campo muestran que el polimorfismo DRD5 T978C no está asociado con la susceptibilidad a la EP, ni con el riesgo de desarrollar fluctuaciones motoras o alucinaciones frecuentes en el tratamiento de la EP.

### Esquizofrenia
Varios polimorfismos en los genes DRD5 se han asociado con la susceptibilidad a esquizofrenia. El alelo de 148 pb de DRD5 se relacionó con un mayor riesgo de padecer de esquizofrenia. Algunos polimorfismos de nucleótido único en este gen, incluidos los cambios en rs77434921, rs1800762, rs77434921 y rs1800762, en la población del norte de China Han.

### Locomoción
Se cree que el receptor D5 participa en la modulación de la locomoción inducida por psicoestimulantes. Los ratones que carecen de receptores D5 muestran una mayor respuesta motora a la administración de metanfetamina que los ratones de tipo salvaje, lo que sugiere que estos receptores tienen un papel en el control de la actividad motora.

### Regulación de la presión arterial
El receptor D 5 puede estar implicado en la modulación de las vías neuronales que regulan la presión arterial. Los ratones que carecían de este receptor en sus cerebros mostraron hipertensión y presión arterial elevada, lo que puede haber sido causado por un aumento del tono simpático. Los receptores D5 que se expresan en los riñones también participan en la regulación de la presión arterial a través de la modulación de la expresión de la renalasa y la excreción de sodio, y la alteración de estos procesos también puede contribuir a la hipertensión arterial.

### Inmunidad
Los receptores D5 regulan negativamente la producción de IFNγ por parte de las células NK. Se demostró que la expresión de los receptores D 5 aumentaba en las células NK en respuesta a la estimulación prolongada con interleucina 2 recombinante. Esta regulación al alza inhibe la proliferación de las células NK y suprime la síntesis de IFNγ. La activación de D 5 evita que p50, parte del complejo proteico NF-κB, reprima la transcripción de miARN 29a. Debido a que miRNA29a se dirige al ARNm de interferón gamma (IFNγ), la expresión de la proteína IFNγ disminuye.
Los receptores D5 están involucrados en la activación y diferenciación de células T colaboradoras 17. Específicamente, estos receptores juegan un papel en la polarización de las células T CD4+ en diferenciarse en células T colaboradoras 17 mediante la modulación de la secreción de interleucina 12 e interleucina 23 en respuesta a la estimulación con lipopolisacárido.

## Ligandos
Los receptores D1 y D5 tienen un alto grado de homología estructural y todavía hay pocos ligandos disponibles que puedan distinguir entre ellos. Sin embargo, hay una serie de ligandos que son selectivos para D1/5 sobre otros receptores de dopamina. El desarrollo reciente de un antagonista D5 selectivo ha permitido estudiar la acción de las respuestas mediadas por D1 en ausencia de un componente D5, pero todavía no se dispone de agonistas D5 selectivos.
Los receptores D5 muestran mayor afinidad por los agonistas y menor afinidad por los antagonistas que los receptores D1.

### Agonistas
- Dihidrexidina
- Rotigotina[40]
- SKF-83,959[10]
- Esteholidina[41]
- Fenoldopam[21]

### Agonistas inversos
- Flupentixol[31]

### Antagonistas
- 4-cloro-7-metil-5,6,7,8,9,14-hexahidrodibenz[ d,g ]azecin-3-ol: antagonista, selectividad de unión moderada sobre D 1[42]

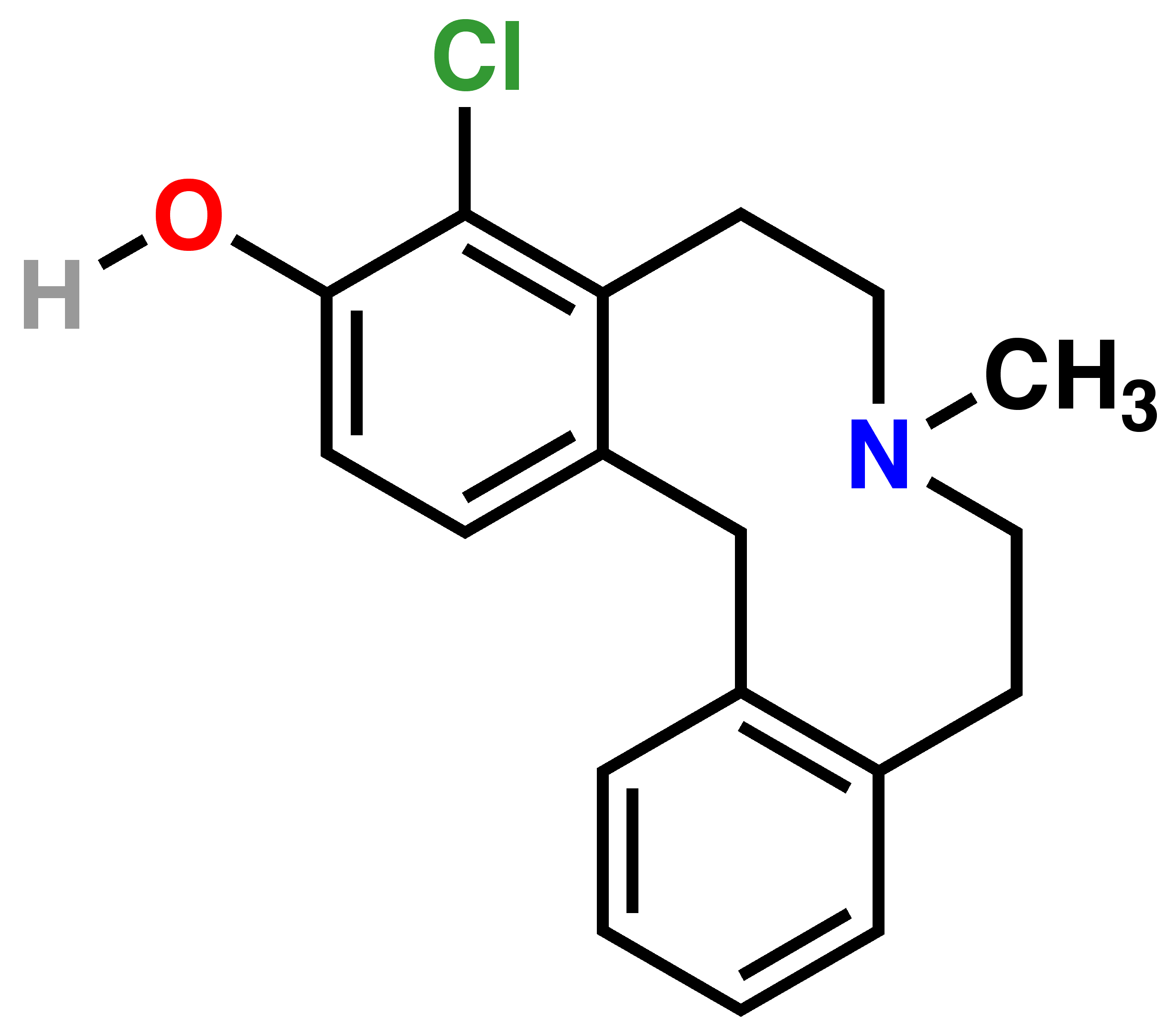
Estructura química de un ligando con preferencia D_{5}: 4-cloro-7-metil-5,6,7,8,9,14-hexahidrodibenz[d,g]azecin-3-ol.

- SCH 23390[23]

## Interacciones proteína-proteína
Se ha demostrado evidencias que el receptor D5 forma heterómeros con los receptores D2. La coactivación de estos receptores dentro del heterómero desencadena un aumento del calcio intracelular. Esta señalización de calcio depende de la señalización de la proteína Gq-11 y de la fosfolipasa C, así como de la entrada de calcio extracelular. Los heterómeros entre los receptores D2 y D5 están formados por argininas adyacentes en ic3 (tercer bucle citoplásmico) del receptor D2 y tres ácidos glutámicos c-terminales adyacentes en el receptor D5. La heteromerización de los receptores D2 y D5 puede interrumpirse mediante cambios de aminoácidos individuales en el extremo c del receptor D5. Se ha demostrado que el receptor de dopamina D5 interactúa con GABRG2.

## Métodos experimentales
El alto grado de homología entre los receptores D5 y D1 y su afinidad por fármacos con perfil farmacológico similar complica distinguirlos en la investigación. Se sugiere que la tinción de anticuerpos de estos dos receptores por separado es ineficaz. Sin embargo, la expresión de los receptores D5 se ha evaluado mediante inmunohistoquímica. En esta técnica, se obtuvieron dos péptidos del tercer bucle extracelular y del tercer bucle intracelular del receptor, y se desarrollaron antisueros para teñir el receptor en tejido cerebral de ratón congelado. Se ha desarrollado un método que involucra sondas de ARNm para la hibridación in situ, lo que permitió examinar por separado la expresión de los receptores D1 y D5 en el cerebro del ratón.
Los ratones knockout para DRD5 se pueden obtener cruzando ratones 129/SvJ1 y C57BL/6J. El receptor D5 también se puede inactivar en un modelo animal flanqueando el gen DRD5 con el sitio loxP, lo que permite generar tejido o animal que carece de receptores D5 funcionales. La expresión del receptor D5 in vitro también se puede silenciar utilizando oligonucleótidos antisentido.